# Jan Drewnowski (ekonomista)

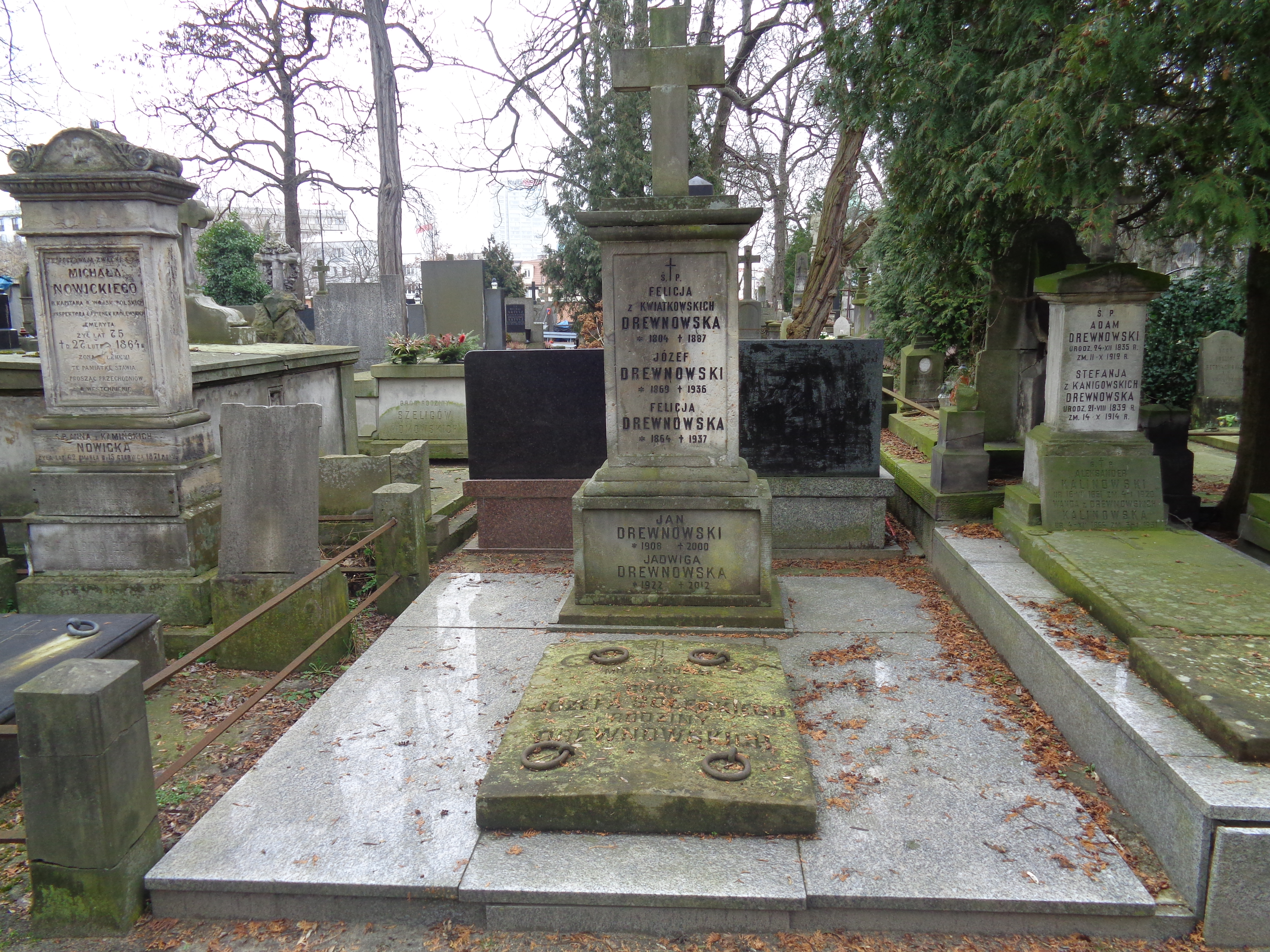
Grób Jana Drewnowskiego na cmentarzu Powązkowskim

Jan Drewnowski (ur. 30 stycznia 1908 w Wilnie, zm. 16 grudnia 2000 w Londynie) – polski ekonomista, profesor, doktor honoris causa Szkoły Głównej Handlowej, członek Towarzystwa Naukowego Warszawskiego.

## Życiorys
Był synem Józefa (administratora majątku Przeździeckich) i Heleny z Pławskich. Wyjechał do Warszawy, gdzie po ukończeniu gimnazjum Mickiewicza studiował od 1926 r. w ówczesnej Wyższej Szkole Handlowej. W 1930 r. obronił pracę dyplomową, od 1933 r. przez dwa lata przebywał w Wielkiej Brytanii, gdzie kontynuował naukę w London School of Economics. W 1936 r. przedstawił na SGH pracę doktorską pt. Przyczynek do teorii przedsiębiorstwa. W 1938 r. przedstawił rozprawę habilitacyjną pt. Próba ogólnej teorii gospodarki planowej.
Po wybuchu II wojny światowej walczył podczas kampanii wrześniowej i dostał się do niewoli. W roku 1946 powrócił do Polski i uzyskał tytuł profesora gospodarki planowej oraz został zatrudniony jako profesor nadzwyczajny w SGH, równocześnie powierzono mu stanowisko dyrektora departamentu w Centralnym Urzędzie Planowania. Działał w Polskiej Partii Socjalistycznej, a następnie był członkiem Polskiej Zjednoczonej Partii Robotniczej. W 1948 r. zwolniono go z pracy w CUP, a dwa lata później został posądzony o „obcość ideologiczną” i usunięty z PZPR oraz z kierowania Katedrą Gospodarki Planowej na uczelni. W kolejnych latach odmawiano mu prowadzenia wykładów, a także usuwano z kolejnych stanowisk na uczelniach. Po odwilży w październiku 1956 represje ustały, ale mimo to opuścił Polskę i wykładał jako visiting professor na University of Manchester. W 1958 r. otrzymał zaproszenie Fundacji Forda i wyjechał do Stanów Zjednoczonych, gdzie prowadził wykłady z ekonomii. W 1959 został ponownie odwołany ze stanowiska kierownika Katedry Ekonomii Politycznej i podjął wówczas decyzję o udaniu się na emigrację. Od 1961 r. był profesorem w University of Ghana, trzy lata później wyjechał do Szwajcarii, gdzie w Genewie został dyrektorem programu United Nations Institute for Social Development. W 1969 r. powierzono mu stanowisko profesora planowania ekonomicznego i społecznego w Institute of Social Studies w Hadze, od 1971 r. był prorektorem tego instytutu. Członek i przewodniczący Wydziału Humanistycznego Polskiego Towarzystwa Naukowego na Obczyźnie. W latach 1994–1998 pełnił funkcję rektora Polskiego Uniwersytetu na Obczyźnie.
W 1950 r. został wybrany na członka korespondenta Towarzystwa Naukowego Warszawskiego. W 1994 r. Szkoła Główna Handlowa nadała mu tytuł doktora honoris causa.
Opublikował m.in. Próba ogólnej teorii gospodarki planowej (1947), On Measuring and Planning the Quality of Life (1974), O polskiej gospodarce (1976), Rozkład i upadek sowietyzmu w Polsce (1991).
Był żonaty z Jadwigą z Brzozowskich. Został pochowany na cmentarzu Powązkowskim w Warszawie (kwatera 177-4-17/18).

## Odznaczenia
- Krzyż Komandorski Orderu Odrodzenia Polski (1989)[6]
- Krzyż Oficerski Orderu Odrodzenia Polski (1 stycznia 1986), za całokształt pracy niepodległościowej i naukowej i społecznej oraz za zasługi położone przy organizacji Kongresu Kultury Polskiej w Londynie w 1985 r.[7]